# МХП (компанія)
МХП (англ. MHP) — міжнародна компанія у сфері харчових та агротехнологій та ритейлу зі штаб-квартирою в Києві та виробничими потужностями в Україні та на Балканах (Perutnina Ptuj Group). Дочірні підприємства МХП працюють у Великій Британії, Саудівській Аравії, ОАЕ, країнах Балканського півострову та інших країнах ЄС.
МХП об'єднує понад 32 тисячі працівників в Україні та за кордоном, входить до 10 кращих роботодавців України за версією Forbes.
Географія експорту компанії охоплює понад 70 країн.
У 2008 року МХП стала першою українською аграрною компанією, яка залучила іноземний акціонерний капітал в ході IPO на Лондонській фондовій біржі. Акції компанії торгуються під тікером MHPC.
Засновник та СЕО компанії МХП Юрій Косюк. До складу ради директорів входять — Вікторія Капелюшна, Андрій Булах, Д-р Джон Річ, а також незалежні невиконавчі директори Крістакіс Таошаніс, Філіп Джей Вілкінсон та Оскар Чемерінскі.

## Огляд
Під час повномасштабної війни компанія бачить своїм завданням підтримку економіки та продовольчої безпеки України. МХП є найбільшим платником податків у агросекторі, а також входить  у ТОП-5 найбільших інвесторів країни за версією Forbes.
Як кулінарна компанія МХП розвиває понад 15 продуктових брендів, зокрема «Наша Ряба», «Апетитна», «Супер Філео», «Легко!», «Бащинський», Skott Smeat, РябChick та інші.

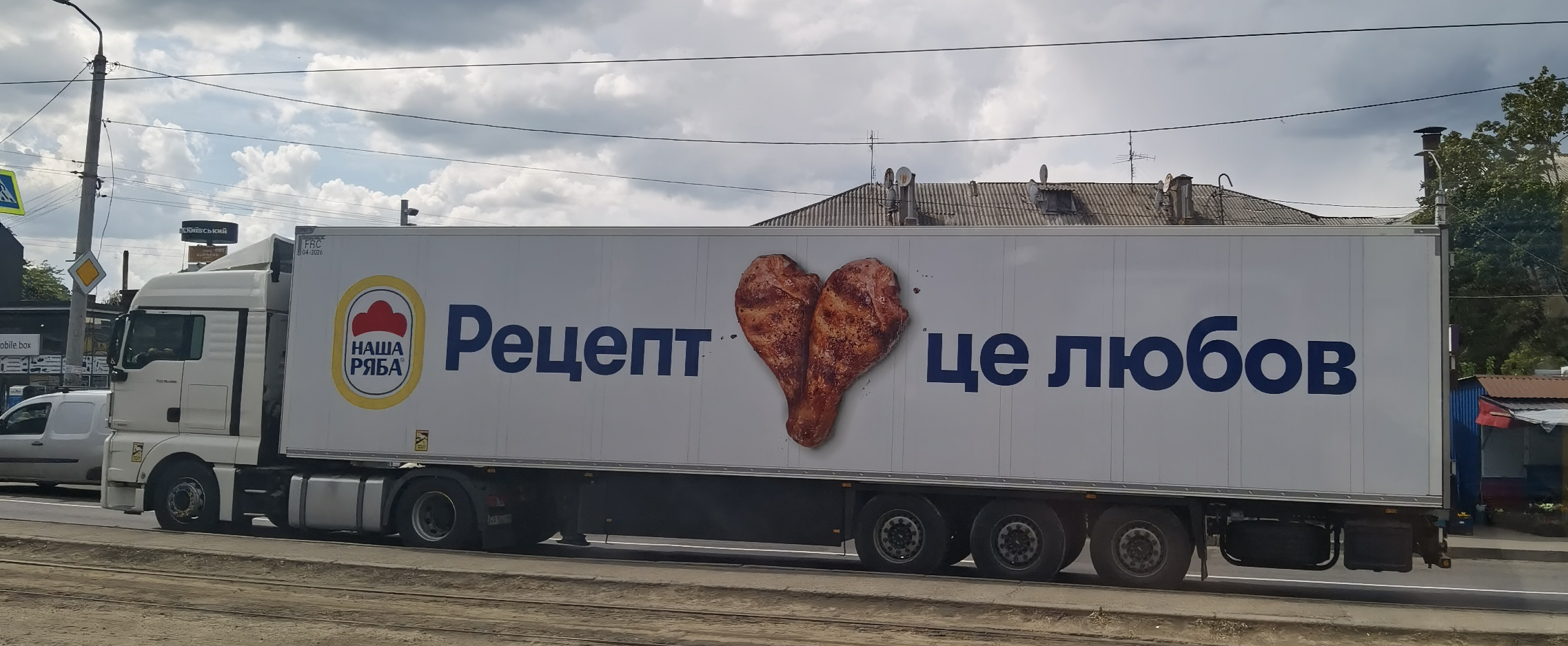
Вантажівка «Нашої ряби»

Спільно з партнерами компанія розвиває кілька мереж: магазини «М'ясомаркет», «Їжа Свіжа», «Наша Ряба», заклади безпечного фастфуду Döner Маркет.
Для виробництва продукції МХП використовує сучасні та інноваційні кулінарні рішення й технології. Зокрема, розвиває Кулінарний центр, у якому є потужності для всіх етапів створення нового продукту: від ідеї та тестового виробництва до дегустації споживачами у лабораторії сенсорного аналізу й працює Кулінарна школа, де фахівці компанії діляться теоретичною та практичною кулінарною експертизою.
Географія експорту компанії охоплює понад 70 країн. Для розповсюдження своєї продукції по всьому світу МХП має понад 25 логістичних хабів в Україні та за її межами.
У 2024 році компанія зберігає свій статус найбільшого виробника м'яса птиці в Європі та посідає 8-ме місце у світі за рейтингом WATT Poultry International.
МХП у співпраці зі своїм стратегічним партнером, Благодійним фондом «МХП — Громаді», активно займається розвитком громад.  А після повномасштабного вторгнення росії в Україну системно підтримує українських захисників, рятувальників, лікарні, пологові будинки та благодійні організації, які опікуються сиротами, літніми людьми та тими, хто втратив домівки й засоби для існування через війну.
Компанія‎ розвиває програму «‎МХП Поруч», що передбачає індивідуальний супровід та комплексну підтримку військових, ветеранів, їхніх родин та тих, хто чекає близьких з фронту.

## Діяльність
МХП виробляє, переробляє та реалізовує продукти харчування, зокрема, кулінарну продукцію у форматах ready-to-eat, pre-cooked та ready-to-cook (підготовлені до приготування, напівготові та готові до споживання), куряче м'ясо (охолоджене та заморожене), продуктів м'ясопереробки, рослинні олії (соняшникова та соєва), а також комбікорми.
Наприклад, охолоджене м'ясо курятини пропонують бренди «Наша Ряба», Skott Smeat (фермерська яловичина). Підготовлена до приготування — продукція ТМ «Апетитна», напівготові страви та готові заморожені — бренд «Легко!», м'ясоковбасні вироби — «Бащинський», снеки — РябChick і «ХО перекусити?». Також у 2023 році МХП створила власну торгову марку «Секрети Шефа». Це понад 40 найменувань в різних категоріях (маринади, соуси, консервація, приправи, заморожена готова їжа, готові страви та ін.), доступних у магазинах торгових мереж компанії. У 2024 році МХП запустила новий бренд — «Супер Філео». Це продукт із курячого стегна без кістки.

### Україна
В Україні МХП є провідним виробником продуктів харчування від охолодженого м'яса курки до піци, готових страв і м'ясних снеків. Це кулінарні рішення як для кінцевого споживача, так і для бізнесів.
Компанія розвивається в напрямі лідерства у food-індустрії України. Працює над впровадженням сучасних та інноваційних технологій, розвиває Кулінарний центр і Кулінарну школу в ньому, залучає в команду провідних кулінарних експертів країни, формує стратегічні партнерства з гравцями food-індустрії, інвестує в бізнеси, які розширюють кулінарну експертизу МХП.
Також МХП займає вагоме місце на аграрному ринку України. Агронапрям компанії включає 11 рослинницьких підприємств, 3 заводи з виробництва комбікормів і 17 елеваторів для зберігання зерна.
Земельний банк МХП становить 360 000 гектарів у 12 областях України.

### Балкани
Європейський операційний сегмент МХП включає потужності Perutnina Ptuj, яка є частиною групи MHP SE. Це провідний виробник курятини та м'ясопереробної продукції на Балканах, з виробничими активами в Словенії, Хорватії, Сербії, Боснії і Герцеговині, а також дистриб'юторськими компаніями в Австрії, Північній Македонії та Румунії. Ключові бренди сегмента: Perutnina Ptuj і Poli.

### Допомога українцям під час війни
Під час повномасштабної війни компанія  бачить своїм завданням підтримку економіки та продовольчої безпеки України. МХП є найбільшим платником податків у агросекторі —  у 2023 році підприємства компанії перерахували до бюджетів всіх рівнів більше 6 млрд грн у вигляді податкових нарахувань, внесків і зборів. МХП входить в ТОП-5 найбільших інвесторів країни з моменту початку повномасштабної війни. У 2023 році були реалізовані інвестиційні проєкти на загальну суму більше 225 млн дол.
Після повномасштабного вторгнення компанія звітувала про надання продуктів у зони бойових дій. Станом на 2022 рік було передано 13 тис. тонн продукції вартістю 750 млн грн, а у 2024 році цей показник перевищив 15 тис. тонн, оцінених у понад 1 млрд грн.
У травні 2023-го компанія запустила програму «‎‎МХП Поруч»,  для підтримки військових, ветеранів та їхніх родин. А восени 2023-го в межах цієї програми розпочав роботу Центр із взаємодії з військовими та ветеранами, координатори та експерти якого безпосередньо спілкуються із захисниками та їхніми членами сімей та забезпечують індивідуальний супровід. Окрім того, щоб бути на зв'язку з  військовими та ветеранами 24/7, то запустили для них безкоштовну гарячу лінію, а також телеграм-канал «Сила ветеранів».

## Історія
1998 — Юрій Косюк заснував АТЗТ «Миронівський хлібопродукт». Компанія отримала контрольний пакет акцій у ВАТ «Миронівський завод з виготовлення круп і комбікормів». З 2021 року ПрАТ «МХП».
1999 — МХП стає власником птахофабрики «Перемога»; після її модернізації починається промислове виробництво м'яса птиці.
2001 — птахофабрика «Дружба народів Нова» (с. Петрівка) увійшла до МХП. «Старинська Птахофабрика» (с. Мирне), яка спеціалізується на вирощуванні батьківського поголів'я птиці, увійшла до МХП.
2002 — виведення на ринок бренду охолодженого курячого м'яса «Наша ряба».
2003 — у грудні МХП стає першою українською компанією, що отримала кредит від Міжнародної фінансової корпорації (IFC). Кошти спрямовані на збільшення та модернізацію виробничих потужностей.
2004 — МХП вводить в експлуатацію завод з переробки насіння соняшника.
2005 — до складу МХП входить підприємство «Зернопродукт», що займається вирощуванням зернових та тваринництвом молочного напряму. Цього ж року частиною МХП стає також «Катеринопільський елеватор» (комбікормовий завод і потужності для зберігання зернових та олійних культур). На сьогодні там збудовано ще й олійнопресовий та олійноекстракційний заводи.
2006 — у січні закінчується будівництво першого в Україні заводу з виробництва м'ясних готових до приготування або вживання Миронівський м'ясопереробний завод «Легко» (м. Миронівка) — один з найбільших в Україні завод з виробництва м'ясних напівфабрикатів.[джерело?] Цього ж року до складу МХП входять рослинницькі підприємства «Урожай» та «Агрофорт».
2007 — у середині року почала працювати перша лінія виробництва ЗАТ «Миронівська птахофабрика». Для повного забезпечення цього підприємства ресурсами та кормами на «Катеринопільському елеваторі» вводяться в експлуатацію дві додаткові лінії виробництва комбікормів, а також збільшуються потужності Старинської птахофабрики для виробництва інкубаційного яйця. З виходом лінії на повну потужність обсяг виробництва групи був збільшений на 70 %. Також цього року придбано підприємства на Заході України — Філія «Перспектив» та «Баффало», яке займається м'ясним тваринництвом.
2008 — МХП провелав первинне публічне розміщення акцій (у формі глобальних депозитарних розписок) на Лондонській фондовій біржі. MHP стає першою українською аграрною компанією, що провела лістинг на основному майданчику Лондонської фондової біржі.
Розширюється продуктова лінійка МХП за рахунок м'ясоковбасних виробів під брендом «Бащинський».
2009 — у червні закінчено будівництво другої лінії Миронівської птахофабрики — підприємство почало працювати на повну потужність, яка становить близько 200 тисяч тонн курятини на рік.
У вересні збільшуються потужності з переробки соняшнику на «Катеринопільському елеваторі». Це дозволяє МХП задовольнити попит на необхідний для виробництва комбікормів соняшниковий протеїн.
2010 — в Ладижині розпочато будівництво птахофабрики Вінницького птахокомплексу який згодом стане найбільшим підприємством такого профілю в Європі. Також відбувається розширення земельного банку: придбано рослинницькі підприємства «Урожайна країна» та «Рідний край».
2011 — МХП починає розробку проєкту «Біогаз», що передбачає будівництво біогазової станції на курячому посліді на потужностях птахофабрики «Оріль-Лідер». Мета компанії — енергетична ефективність та незалежність.
2012 — була збудована і введена в експлуатацію перша черга Вінницького комплексу.
2013 — на кінець року на Вінницькій птахофабриці на повну потужність працюють дев'ять зон вирощування. МХП вперше, згідно з найкращими світовими практиками, виплачує квартальні дивіденди акціонерам компанії. Починається експорт продукції МХП в ЄС. Також розширюється земельний банк в Україні — компанія придбала підприємства «Агро — С» та «Агрокряж».
2014 — вперше МХП бере участь у найбільших світових виставках продуктів харчування: GULFOOD (Дубай, ОАЕ) і SIAL (Париж, Франція). Географія експорту досягає 50 країн. Обсяги експорту продукції МХП зростають. Для експорту продукції МХП на світові ринки створено ТМ Qualiko.
2015 — МХП вперше взяв участь у міжнародній виставці AGUNA (Кельн, Німеччина), загальна кількість контрактів по цьому заходу склала 310. Компанія продовжує політику впровадження точного землеробства, адміністрування земельного банку. Також в цьому році МХП придбала підприємство «Захід — Агро».
2016 — відкрито підприємство у Нідерландах — перше представництво і перший виробничий майданчик МХП в Європі. МХП започаткував конкурс мікрогрантових проєктів для сільського населення «Село. Кроки до розвитку». Проєкт спрямований на стимулювання соціальної активності сільських громад. Розпочато впровадження інтегрованої системи управління сільськогосподарським виробництвом Global G.A.P.
2017 — відбувся рестайлінг компанії МХП. 7 листопада 2017 року МХП презентував оновлений логотип Групи МХП. Новий знак — це трансформація історичного елементу «млин», який присутній у логотипі компанії ще з 1998 року. За голландською моделлю відкрито переробне підприємство у Словаччині. Розпочато спільний проєкт компанії МХП з Radar Tech і Agrohub — MHP accelerator, який спрямований на пошук, розвиток і інтеграцію стартапів у сфері агробізнесу. Директорка департаменту якості та розвитку продуктів Олена Косюк вперше представила МХП на Міжнародному форумі IFC з безпечності харчової продукції. Це стало можливим завдяки тому, що МХП — одна з перших компаній в Україні, яка впровадила на своїх підприємствах систему HACCP (аналіз небезпечних чинників та критичні точки контролю). Розпочато будівництво другої черги Вінницької птахофабрики.
2018 — МХП розпочала роботу над угодою щодо придбання Perutnina Ptuj, міжнародної та найбільшої компанії з виробництва курятини і продуктів з м'яса птиці в Південно-Східній Європі. Завершено угоду на початку 2019 року.
Розпочато будівництво ВП «Біогаз Ладижин» — найбільшого біогазового комплексу з переробки курячого посліду в Європі та другої біогазової станції МХП.
2019 — акції компанії у формі глобальних депозитарних розписок допущено до обігу на території України. МХП починає трансформацію із сировинної компанії в кулінарну.
2020 — Компанія запускає новий формат ритейлу: магазини «М'ясомаркет», заклади фастфуду Döner Маркет та гастростудію «Секрети шефа».
2021 — МХП входить в ТОП-3 агрохолдингів Україні. Кількість точок ритейлу зростає до понад 1880.
2022 — Компанія з початком повномасштабного вторгнення зробила своїм пріоритетом забезпечення продовольчої безпеки в країні.
2023 — Є найбільшим платником податків у агросекторі, входить в ТОП-3 найбільших інвесторів країни.
2024 — МХП входить до 10 кращих роботодавців України за версією Forbes. Компанія запустила новий напрям MHP Food Service, мета якого — допомомагати іншим бізнесам дбати про харчування своїх працівників, а сервісам доставки, операторам їдалень та івент-кейтерингам — масштабуватися.
2024 — МХП представила свої кулінарні рішення на SIAL Paris 2024 — одній із найбільших продовольчих виставок у світі! Як компанія, яка створює кулінарні рішення, впроваджує нові технології та формує культуру споживання якісної та смачної їжі, МХП демонструє світовому food-ринку, що українські виробники можуть бути конкурентоздатними на міжнародній арені. Фокусом МХП на цьогорічному SIAL 2024 були доопрацьовані продукти. Гості виставки мали змогу оцінити наші кулінарні рішення під брендами Qualiko, Ukrainian Chicken, Sultanah, Assilah, Poli та снеки Chick&Go, а також «відвідати» наші виробництва у VR-форматі.
У 2024 році МХП запустила новий бренд — «Супер Філео». Продукт являє собою стегнове філе курки без кісток. «Супер Філео» є частиною асортименту МХП, який пропонує готові до приготування рішення для домашнього та професійного використання.
У вересні 2024 року МХП офіційно стала юридичним власником KK&Sons (на 70 %), якій належить українська логістична компанія «КТЛ Україна».
Саудівська інвестиційна компанія Salic стала акціонером МХП і придбала 12,6 % акцій компанії.

## Трансформація з сировинної компанії в кулінарну
З 2019 року МХП змінила напрям із сировинної на food & agritech. Повномасштабне вторгнення не зупинило процес трансформації — компанія продовжила розвиток як виробник продуктів із доданою вартістю.
Філософія кулінарності МХП полягає в тому, що продукти компанії покращують якість життя споживачів. Це втілюється у понад 15 продуктових брендах, розробці нових продуктів і страв, власному та франчайзинговому ритейлі, мережі фастфуду та доопрацьованих рішеннях для інших бізнесів. У 2023 році інвестиції в розвиток кулінарного бізнесу та випуск нових продуктів становили 25 млн доларів.

### Нові формати продукції
МХП робить акцент на виробництво non-commodity продукції — готової їжі для споживачів та доопрацьованих продуктових рішень для інших бізнесів. B2C — це створення продуктів, яких потребує кінцевий споживач. У цьому сегменті компанія розвиває всім відомі бренди, як-от «Бащинський» чи «Легко!». А також виходить у нові напрями — виробництво високобілкових курячих снеків, піци, кулінарії, сувідованого м'яса.
У сегменті B2B МХП пропонує сервісні рішення для підприємств фастфуду та ресторанного бізнесу. Компанія розробляє продукти й послуги, які допомагають малому та середньому бізнесу підвищувати ефективність операцій і задовольняти попит споживачів на якісну та смачну їжу.

### Система якості та безпечності
Ще задовго до того, як HACCP став законодавчою вимогою в Україні, компанія МХП вже почала впроваджувати цю систему управління безпечністю. Це було в 2005 році.
Зараз в МХП побудована багаторівнева структура контролю якості та безпечності, яку можна описати принципом «від зерна до тарілки». Це означає ретельний контроль на кожному етапі виробництва — від отримання зерна для комбікорму до того, в яких умовах уже готова продукція реалізується в магазинах. І цей контроль стосується буквально всього. Не лише виробничого ланцюга на власних підприємствах, а й тих матеріалів, які компанія отримує від своїх постачальників, наприклад, паковання для продукції чи етикетки.
Компанія вивчає міжнародний досвід, впроваджує вимоги найсуворіших міжнародних стандартів, проходить регулярні аудити та підтверджує сертифікацію. У МХП розроблено власну політику якості, яка передбачає контроль усіх етапів виробництва продукції. Компанія також впроваджує культуру якості (Food Safety Culture), згідно з якою кожен працівник, незалежно від посади, несе відповідальність за якість і безпечність продукту та усвідомлює свій внесок у процес, завдяки якому продукція потрапляє на полиці магазинів.

### Екологічні ініціативи
У МХП діють програми дотримання екологічної безпек, 2014 року було розроблено єдину форму річної внутрішньої звітності з екологічних питань.

### Енергетичні ініциативи
Питаннями впровадження сталих екологічних та енергетичних ініціатив в компанії з 2012 року займається окремий підрозділ «МХП Еко Енерджі».
У 2019 році на підприємстві компанії було впроваджено технологію переробки відходів зернового виробництва в паливні брикети, які можна використовувати в твердопаливних котлах. Таким чином компанія знижує кількість відходів виробництва, витрати на транспортування цих відходів і діє відповідно до принципів циркулярної економіки.
У 2021 році компанія в українському операційному сегменті споживає до 18 % електроенергії з відновлюваних джерел в Україні і до 8 % — в європейському сегменті.
Станом на кінець 2021 року в компанії МХП функціонують два біогазови комплекси в Україні, загальною потужністю 17,5 МВт, та один в Словенії потужністю до 1,1 МВт.  Біогазові комплекси МХП дозволяють ефективно утилізувати відходи виробництва, генерувати чисту енергію, суттєво скорочувати викиди парникових газів та виробляти екологічно чисті органічні добрива. Використання таких органічних добрив для розвитку органічного землеробства в Україні сприятиме досяганню лідерських позицій у світі з виробництва органічної продукції.
Також в цьому році МХП вчетверте отримала «Екооскар», за нову програму «Біогаз 5.0», яка передбачає утилізацію відходів, генерацію чистої енергії, органічних добрив, скорочення викидів парникових газів, виробництво СО2 та біометану, а також інтеграція технологій «зеленого» водню.
Влітку 2022 року під час всесвітнього конкурсу біогазових технологій «AD&Biogas Industry Award 2022» біогазовий комплекс МХП визнано одним з найкращих в світі  в категорії «AD Circular Solution».

### Принципи циркулярної економіки
На кожному з етапів виробництва відходи та побічні продукти збираються, переробляються та використовуються компанією або третіми сторонами: гній використовується для виробництва біогазу, електроенергії та органічних добрив; а гранульоване лушпиння — для виробництва чистої енергії, яка використовується на виробничих майданчиках замість газу, або ж як матеріал для підстилки у пташниках).

### Рейтинг
Міжнародне рейтингове агентство Fitch Ratings 24 січня 2024 року підтвердило довгострокові рейтинги дефолту емітента (РДЕ) агрохолдингу МХП в іноземній та національній валюті на рівні «CC», старший незабезпечений рейтинг компанії підтверджений на рівні «C» з рейтингом повернення активів на рівні «RR5».

## Соціальні ініціативи

### Підтримка МСБ в Україні

#### Конкурс бізнес-ідей «Роби своє»
Грантовий конкурс для локальних підприємців стартував 2016 року. Тоді він мав назву «Село. Кроки до розвитку». За час дії конкурсу понад 300 людей змогли започаткувати бізнес у сільській місцевості, отримавши грантову підтримку на суму понад 16 млн гривень.
2020 року конкурс відбувся в межах проєкту «Розвиток села та протидія пандемії COVID-19 через сприяння росту малого та мікропідприємництва», реалізованого Благодійним фондом «МХП — Громаді» у партнерстві з Агенціями регіонального розвитку Вінницької та Черкаської областей. Ініціативу було реалізовано у межах спільного проєкту Уряду Швеції та Програми розвитку ООН (ПРООН) в Україні «Посилене партнерство для сталого розвитку». Завдяки підтримці західних партнерів «МХП — Громаді» зміг підтримати ще 24 бізнес-ініціативи.
2022-го бюджет конкурсу початково становив 3,5 млн грн. Однак, до оголошення результатів організатори збільшити кількість коштів на проєкти, які вони можуть підтримати до 5 млн грн.
Також у 2022 році вперше було виділено окрему категорію з 12 грантів для проєктів у напрямі «Енергетична безпека».
У 2023 році фонд визначив новий пріоритет — підтримку проєктів, пов'язаних із продовольчою безпекою. Щорічний грантовий конкурс забезпечує не лише фінансову підтримку, а й консультації експертів і волонтерів. Учасники отримують поради з написання грантових заявок, бізнес-планування, стратегування та SMM.
Восени 2023 року фонд «МХП — Громаді» спільно з брендом Kurator запустили конкурс «Роби своє з Kurator» для сектору HoReCa (готелі, ресторани, кейтеринг). Десять переможців з Київської, Дніпропетровської, Полтавської та Черкаської областей отримали гранти на суму до 100 тис. грн.

#### Варто «РобиТИ своє»
Варто «РобиТИ своє» — грантова програма, започаткована у 2023 році Міністерством у справах ветеранів України спільно з Українським ветеранським фондом і Благодійним фондом «МХП — Громаді». Метою програми є підтримка підприємницьких ініціатив ветеранів у сферах сільського господарства, виробництва та переробки харчової продукції.
Програма передбачає гранти в розмірі від 500 тис. до 1,5 млн грн для переможців конкурсу. Подати заявку можуть ветерани та члени сімей загиблих Захисників України, які зареєстровані як фізичні особи-підприємці або є засновниками юридичних осіб, створених не пізніше ніж за два роки до подання заявки.

#### Агрокебети. Рости своє
«Агрокебети. Рости своє» — освітній та грантовий проєкт, заснований у 2024 році освітньою ініціативою «Агрокебети», асоціацією «Український клуб аграрного бізнесу» (УКАБ) та Благодійним фондом «МХП-Громаді» для розвитку підприємництва в аграрному секторі та суміжних галузях.
Програма надає можливість підприємцям пройти навчання, спрямоване на розробку бізнес-плану та підготовку документів для залучення інвестицій, а також бере участь у конкурсі бізнес-ідей, що підтримує мікро-, малі та середні підприємства в агросекторі. Учасники, які успішно завершили програму, мають шанс виграти гранти на реалізацію своїх проєктів — 10 кращих бізнес-ідей отримують фінансування у розмірі 200 000 гривень кожна.
Крім фінансування, проєкт пропонує менторську підтримку від експертів, які надають поради щодо звернення до банків та інвесторів для розширення бізнесу. Цілі програми полягають у тому, щоб надати підприємцям необхідні навички для створення бізнес-планів, що відповідають вимогам фінансових установ, підтримати інновації та сталий розвиток агросектору шляхом навчання, менторства і ресурсів, а також забезпечити доступ до фінансування для перспективних проєктів у сфері агропродовольчого виробництва, що сприятиме їхньому зростанню.

#### «Час діяти, Україно!»
Конкурс соціальних ініціатив «Час діяти, Україно!»- це гранти швидкого реагування.  Мета конкурсу — сприяти розв'язанню конкретних проблем малих міст та сільських громад шляхом підтримки локальних громадських ініціатив.
Уперше ініціатива «Час діяти, Україно!» стартувала 2016 року. Протягом 2019 року діяльність проєкту масштабувалася на 13 регіонів України.
2020 року Фонд надав 57 грантів на суму до 50 тис. грн. 2022 року грантовий фонд сягнув рекордних 8,2 млн грн, які виділили на 102 місцеві проєкти.
2023 року у межах «Час діяти, Україно!» було визначено 149 проєктів-переможців, бюджет конкурсу становив 12, 8 млн грн. У межах конкурсу було видано «Книгу Дій», куди громади можуть записувати своє бачення для відродження України.

### Дитячий будинок сімейного типу в Миронівці
У Миронівці в межах проєкту Олени Зеленської «Адреса дитинства» з нуля звели будинок, який передали прийомній родині. Ключі від нового житла отримала родина Наталії та Віктора Шевченків, які виховують 6 прийомних дітей та найближчим часом очікують на поповнення — приїдуть ще кілька малюків.
Будівництво будинку для родини Шевченків підтримала Миронівська міська рада. Фінансово до проєкту долучився Благодійний фонд «МХП-Громаді». Стратегічний партнер БФ «МХП-Громаді» — міжнародна компанія МХП.
На відкриття особисто приїхав Юрій Косюк, головний виконавчий директор компанії МХП.

### Скарбничка здоров'я
Проєкт «Скарбничка здоров'я» — це спільна ініціатива Благодійного фонду «МХП-Громаді» та Національної дитячої спеціалізованої лікарні МОЗ України «Охматдит» як відповідь на потреби найменших українців, які постраждали через війну.
З травня 2022 року лікарі різних спеціальностей почали регулярно виїжджати у важкодоступні райони та на деокуповані території, щоб проводити професійні огляди дітей і надавати їм необхідну допомогу або вчасно спрямовувати на амбулаторне лікування.
Однією з перших громад, куди вирушили медики після деокупації, була Бородянська громада.
Діти могли отримати консультації таких спеціалістів, як гастроентеролог, алерголог, хірург, невролог, ортопед, гематолог, інфекціоніст, офтальмолог, а також психолог та інші.
Всім відвідувачам мобільного Охматдиту робили аналіз крові за 24 параметрами на сучасному аналізаторі, придбаному Благодійним фондом «МХП-Громаді». Така процедура значно пришвидшує та робить точнішою постановку діагнозу.

### Лікар для села
Проєкт «Лікар для села» стартував на початку січня 2023 року. Це ініціатива для жителів  невеликих населених пунктів, з яких непросто добратися в центри надання медичної допомоги. Тому спеціальний медмобіль з реактивами та медичним обладнанням для проведення первинного обстеження та консультацій лікарів приїздить до людей у села України.
Під час прийомів у «мобільній лікарні» жителі невеликих населених пунктів України можуть отримати консультації УЗД-спеціалістів, терапевтів, офтальмолога.
Це можливість зменшити тиск на районні та обласні лікарні, але водночас і підтримати здоров'я населення.

## Культурні проєкти

### Кіно просто неба (Кіно заради перемоги)
2020 року стартував пілотний проєкт «Кіно просто неба». Він був розрахований на 3 громади у Черкаській та Київській областях. У 2021 році проєкт став національним.
Мета кінотуру — показати сучасне українське кіно громадам, у котрих немає кінотеатрів, які в звичних умовах не мають можливості перегляду фільмів на великому екрані та з якісним звуком.
2020—2021 — тур «Кіно просто неба» реалізовувався БФ «МХП–Громаді» у партнерстві з асоціацією «Сприяння розвитку кінематографа в Україні» та за підтримки Державного агентства України з питань кіно. Амбасадорами проєкту стали зірки українського кінематографа Ірма Вітовська, Богдан Бенюк, Ахтем Сеітаблаєв.
2022 року через повномасштабну війну росії проти України проєкт трансформувався в «Кіно заради Перемоги». Першими глядачами туру стали військові Національної гвардії України. На Вінниччині гвардійцям презентували кінострічку режисерки Катерини Степанкової «Вітер зі Сходу» із видатною Адою Миколаївною Роговцевою у головній ролі.
У 2023 року проєкт продовжили, кіномобіль побував у 169 населених пунктах 22 областей і продемонстрував 573 кінопокази. Додатково відбулося фінансування двох фільмів для розширення портфелю туру: «Мій карпатський дідусь», «PEOPLE of STEEL». Загалом з серпня 2022 року відбулось 1868 кінопоказів 65 українських повнометражних стрічок у 387 населених пунктах та військових частинах 23 областей України та місті Києві. А до подій Туру доєдналось 70+ кінематографістів та митців, з-поміж яких Ада Роговцева, Ахтем Сеітаблаєв, Ірма Вітовська-Ванца, Богдан Бенюк та інші.

### «Культура vs війна»
Проєкт «Культура vs війна» — масштабна культурна ініціатива, спрямована на донесення правди про війну росії проти України через мистецькі заходи. Реалізується Асоціацією «Дивись українське!» за підтримки Благодійного фонду «МХП-Громаді».
У межах проєкту створено короткометражні фільми, повнометражний документальний фільм, арт-бук, фотовиставки та інші культурні заходи, які презентували у 36 країнах світу.
Проєкт «Культура vs війна» розповідає про митців на війні та митців, що докладають неймовірних зусиль для перемоги України. Одна з ідей проєкту — продемонструвати, що українські митці ніколи не стояли осторонь подій в країні та зараз, разом з усім народом, борються за нашу свободу й ідентичність. Режисер проєкту — Кадім Тарасов.
Серед героїв стрічок Сергій Михальчук (кінооператор, військовослужбовець ЗСУ), Ахтем Сеітаблаєв (режисер, актор, військовослужбовець ЗСУ), Сергій Жадан (письменник, музикант, волонтер), Тарас Компаніченко (кобзар, військовослужбовець ЗСУ), гурт АНТИТІЛА (музиканти, парамедики ЗСУ), Костянтин та Влада Ліберови (військові фотографи-документалісти), які кинули мирне життя з початком повномасштабного вторгнення і приєднались до українського війська.
Згодом проєкт масштабувався і до коротких новел додався повнометражний фільм. Також одним з пріоритетів проєкту стали закордонні події, адже важливо було показати документальні докази звірств росії аудиторії поза межами України, де російська пропаганда спотворює реальність.
Фронтменами міжнародного туру проєкту «Culture VS War» стали учасники гурту АНТИТІЛА. Після успішного першого етапу проєкту у Великій Британії, команда вирушила до США.
Тополя зазначив, що окрім просвітницької місії,  гурт збирає кошти на придбання евакуаційного човна вартістю 250 тис. доларів для спеціального підрозділу Головного управління розвідки, який може використовуватися для різних цілей в умовах війни.

### Відновлення хат часів Шевченка на Черкащині
На Черкащині, аби зберегти автентичні споруди культурної спадщини України, перекрили дахи на відтворених хатах та реставрували вітряк у Національному заповіднику.
Співпраця заповідника та благодійників почалася 2022 року з реконструкції 150-річного Будищанського вітряка. Під час першого етапу на об'єкті змінили крила та двері. А влітку 2024-го реконструкція продовжилася: тут відновили шатрову частину та повністю змінили зовнішню обшивку з дерева, зробили нове перекриття підземного приміщення (кімнати мельника), розпочали благоустрій прилеглої території.
На території заповідника відремонтували ще дві хати XIX століття. На обох будівлях було проведено роботи з перекриття дахів очеретом, що дозволить зберегти ці історичні об'єкти від руйнування.

### Центральний вхід у Національному музеї архітектури та побуту
У Музеї просто неба в Пирогові 2023 року закінчили реставрацію центрального входу. Раніше на його місці стояв залізний шлагбаум. Реконструкцію реалізував приватний інвестор — компанія МХП та благодійний фонд «МХП-Громаді».
Реконструкція входу відбулася у межах тристороннього Меморандуму від 27 липня 2021 року між Міністерством культури та інформаційної політики, музеєм у Пирогові та компанією МХП.

### Відкриття реставрованого вітряка в Музеї просто неба в Києві
У Києві в Національному музеї народної архітектури та побуту України відкрили для огляду унікальний 100-літній вітряк, який був перевезений до столиці з Херсонщини понад 50 років тому.